# سفینه فضایی (آهنگ)
سفینه فضایی یا استارشیبس (به انگلیسی: Starships) نام آهنگ خواننده آمریکایی نیکی میناژ در دومین آلبوم استادیویی اش است. به اعتقاد منتقدان این کار الهام گرفته از سبک کارهای بریتنی اسپیرز می‌باشد. نماهنگ این ترانه نیز بین ۱۳ تا ۱۵ مارس ۲۰۱۲ در هاوایی ساخته شد.

## نماهنگ

میناژ در ساحل هاوایی در نماهنگ.

نماهنگ این ترانه زیر نظر آنتونی مندلر بین ۱۳ تا ۱۵ مارس در هاوایی فیلم برداری شد. طی مصاحبه با میناژ، او این ویدئو را «بهترین ویدئوی ساخته شدهٔ خود تا کنون» نامید. پیش نمایش این نماهنگ در ۲۶ آوریل ۲۰۱۲ در ام تی وی پخش شد. نماهنگ شروع می‌شود با یک سفینه فضایی که به سمت جزیره نزدیک می‌شود. مردم محلی به آرامی بیدار می‌شوند و بالای سر خود را می‌بینند. پس از سفینه، میناژ با بیکینی صورتی و موهای سبز بر روی ساحل شروع به آواز خواندن می‌کند. احتمالاً او در این جزیره یک الهه است. در صحنه آخر او با موهای بلوند، و یک بیکینی حاشیه دار سفید در حال مهمانی با اهالی جزیره است.